# بليتش (الموسم 1)
عميل الشينيغامي (死神代行篇 شينيغامي دايكو هِن) هو الموسم الأول من أنمي بليتش. قام بإخراج الموسم نوريوكي أبيه وأنتجه تلفاز طوكيو و‌دنستو و‌إستديو بيرو. الموسم مقتبس من مانغا بنفس الاسم للمؤلف تايت كوبو ويحتوي على 20 حلقة. يحكي الموسم عن مغامرات إيتشيغو كوروساكي بعدما أصبح شينيغامي واستلم واجبات الشينيغامي روكيا كوتشيكي.
عُرض الموسم على تلفاز طوكيو ابتداءً من 5 أكتوبر 2004 وحتى 15 فبراير 2005. أُصدر الموسم على 5 مجموعات دي في دي، كل مجموعة تحتوي 4 حلقات من المسلسل. وقد أُصدرت في اليابان من 2 فبراير 2005 وحتى 1 يونيو 2005.
يحتوي الموسم على 3 شارات موسيقية: شارة بداية وشارتا نهاية. شارة البداية هي «النجمة» (Asterisk) من أداء أورانج رينج. شارة النهاية لأول 13 حلقة في الموسم هي «الحياة مثل قارب» (Life is Like a Boat) من أداء ريه فو، في حين أن الحلقات السبعة المتبقية استخدمت «شكرًا لك!!» (Thank You!!) من أداء هوم ميد كازوكو.

## قائمة الحلقات
| الرقم | عنوان الحلقة                                                 | فصول المانغا | تاريخ العرض الأصلي |
| ----- | ------------------------------------------------------------ | ------------ | ------------------ |
| 1     | «يوم أصبحت شينيغامي» (死神になっちゃった日)                  | 1            | 5 أكتوبر 2004      |
| 2     | «عمل الشينيغامي» (死神のお仕事)                              | 2-4          | 12 أكتوبر 2004     |
| 3     | «أمنية الأخ الأكبر، أمنية الأخت الصغرى» (兄の想い、妹の想い) | 4-6          | 19 أكتوبر 2004     |
| 4     | «ببغاء ملعون» (呪いのインコ)                                 | 7-9          | 26 أكتوبر 2004     |
| 5     | «اهزم العدو الخفي!» (見えない敵を殴れ！)                     | 9-12         | 2 نوفمبر 2004      |
| 6     | «قاتل حتى الموت! إيتشيغو ضد إيشتيغو» (死闘！一護VSイチゴ)    | 13-15        | 9 نوفمبر 2004      |
| 7     | «تحية من دمية محشوة» (ぬいぐるみからコンにちは)              | 16-17        | 16 نوفمبر 2004     |
| 8     | «17 يونيو، ذاكرة المطر» (6月17日、雨の記憶)                  | 18-20        | 23 نوفمبر 2004     |
| 9     | «عدو لا يُهزم» (倒せない敵)                                   | 20-25        | 30 نوفمبر 2004     |
| 10    | «اعتداء على نزهة في أرض مقدسة!» (ぶらり霊場突撃の旅!)        | 27-32        | 7 ديسمبر 2004      |
| 11    | «الكوينسي الأسطوري» (伝説のクインシー)                       | 33-36        | 14 ديسمبر 2004     |
| 12    | «يد يمنى لطيفة» (やさしい右腕)                               | 36-40        | 21 ديسمبر 2004     |
| 13    | «زهرة و‌مجوف» (花とホロウ)                                    | 41-44        | 28 ديسمبر 2004     |
| 14    | «العودة إلى الوراء، قتال حتى الموت!» (背中合わせの死闘！)    | 45-50        | 11 يناير 2005      |
| 15    | «خطة كون العظيمة» (コンのウハウハ大作戦)                     | 26، 51-52    | 18 يناير 2005      |
| 16    | «اللقاء: أباراي رينجي!» (阿散井恋次、見参！)                 | 52-54        | 25 يناير 2005      |
| 17    | «موت إيتشيغو!» (一護、死す！)                                | 55-57        | 1 فبراير 2005      |
| 18    | «الاستعادة! قوة الشينيغامي!» (取り戻せ！死神の力!)           | 58-61        | 8 فبراير 2005      |
| 19    | «إيتشيغو يصبح مجوف!» (一護、ホロウに墜ちる!)                 | 62-65        | 15 فبراير 2005     |
| 20    | «إيتشيمارو الظل الفضي» (市丸ギンの影)                        | 65-70        | 22 فبراير 2005     |

## إصدارات منزلية
| المجلد | تاريخ الإصدار | الحلقات | مرجع   |
| ------ | ------------- | ------- | ------ |
| 1      | 2 فبراير 2005 | 1–4     | [ 4 ]  |
| 2      | 2 مارس 2005   | 5–8     | [ 8 ]  |
| 3      | 13 أبريل 2005 | 9–12    | [ 9 ]  |
| 4      | 11 مايو 2005  | 13–16   | [ 10 ] |
| 5      | 1 يونيو 2005  | 17–20   | [ 5 ]  |

## معلومات
1. ↑  كوينسي (بالإنجليزية: Quincy، باليابانية: クインシー) أو كوينشي (滅却師 كوينشي؟، حرفيًا "راهب الدمار"، (حرف c يُنطق باليابانية sh شين)) وهم بشر لديهم قوى روحية يستطيعون بها تدمير الوحوش المجوفة.
2. ↑  المجوف (بالإنجليزية:Hollow، بالنطق الإنجليزي:ホロウ، باليابانية:虚) هو وحش يسعى وراء القوى الروحية الكبيرة لأكلها ويتميز بقناع وفجوة في الصدر (مكان القلب)